# H&D
H&D (Hangul: 한결,도현) là một bộ đôi Hàn Quốc được thành lập bởi Pocketdol Studio. Nhóm bao gồm 2 cựu thành viên của X1 là Lee Han-gyul và Nam Do-hyon.

## Lịch sử

### Trước khi ra mắt
Trước khi bộ đôi ra mắt, Hangyul và Dohyon tham gia các chương trình khác nhau.
Hangyul ra mắt với nhóm nhạc ballad của công ty Yama and Hotchicks Entertainment mang tên IM66. Từ năm 2017 đến năm 2018, Hangyul tham gia chương trình sống còn mang tên The Unit để tìm ra 9 thành viên UNB nhưng bị loại và nhóm đã tan rã.
Từ năm 2018 đến năm 2019, Dohyon tham gia chương trình sống còn mang tên Under Nineteen để tìm ra thành viên 1THE9 nhưng đã tan rã vào năm 2020.
Năm 2019, cả hai tham gia chương trình Produce X 101 của Mnet, đại diện cho MBK. Hangyul và Dohyon xếp hạng chung cuộc lần lượt hạng 7 và hạng 8, chính thức ra mắt cùng X1 cho đến khi tan rã vào ngày 6 tháng 1 năm 2020.
Cả hai đã có một buổi fan meeting vào ngày 7 tháng 2 năm 2020.

### 2020: Ra mắt
Ngày 21 tháng 4, bộ đôi đã ra mắt với album "Seolmate có hai bài hát chủ đề là "SOUL" và "Good Night".
Ngày 5 tháng 5, MBK xác nhận sẽ cho ra mắt một nhóm nhạc nam mới, trong đó cả hai Hangyul và Dohyon sẽ ra mắt cùng nhưng vẫn hoạt động bình thường.

## Danh sách đĩa nhạc

### Album phòng thu
| Album    | Thông tin                                                                               | Vị trí xếp hạng cao nhất | Doanh số   |
| Album    | Thông tin                                                                               | HQ                       | Doanh số   |
| -------- | --------------------------------------------------------------------------------------- | ------------------------ | ---------- |
| Soulmate | Ngày phát hành: 21 tháng 4 năm 2020 Hãng đĩa: MBK Entertainment Định dạng: CD, tải nhạc | 3                        | HQ: 28,718 |

### Bài hát
| Tiêu đề                                   | Năm  | Vị trí xếp hạng cao nhất | Album    |
| Tiêu đề                                   | Năm  | HQ                       | Album    |
| ----------------------------------------- | ---- | ------------------------ | -------- |
| "Toward Tomorrow" (오늘보다 더 나은 내일) | 2020 | Không có                 | Soulmate |
| "SOUL"                                    | 2020 | Không có                 | Soulmate |
| "Good Night"                              | 2020 | Không có                 | Soulmate |